# (30536) Erondón
(30536) Erondón é um asteroide pertencente ao cinturão de asteroides, descoberto o 17 de Julho de 2001 por LONEOS na estação Anderson Mesa do Observatório Lowell nos Estados Unidos. 

## Designação e nome
Designado provisoriamente como 2001 OJ7. Foi nomeado Erondón em homenagem ao astrofísico Venezuelano Eduardo Rondón experto em Ciências Planetárias, quem trabalha no Observatório nacional em Rio de Janeiro, Brasil. Eduardo Rondón  especializa-se em estudos teóricos e observacionais de pequenos corpos do sistema solar.